# Oscar Ruíz Navia
Oscar Ruíz Navia est un cinéaste colombien, né le 22 juin 1982 à Cali.
Il a reçu le prix de la critique en 2010 au festival international du film de Berlin  pour son film La Barra. Il est considéré comme l'une des figures du renouveau cinématographique colombien.

## Filmographie
- 2006 : Al vacío 1,2,3 (court métrage)
- 2008 : En la barra hay un Cerebro (court métrage documentaire)
- 2009 : La Barra
- 2013 : Solecito (court métrage)
- 2014 : Los Hongos
- 2016 : Epifanía
- 2022 : Turbia

## Distinctions
- Prix de la critique en 2010 au festival international du film de Berlin  pour son film La Barra[2]
- Prix de la découverte au Festival de Toulouse en 2010[2]
- Prix spécial du jury au Festival de la Havane en 2009[2]
- Prix des jeunes au Festival international de films de Fribourg en 2010[2]
- Meilleur réalisateur au Festival de Las Palmas en 2010[2]
- Sélection en catégorie Meilleure découverte au Festival de Toronto en 2009 [2].